# Petra Olamo
Petra Olamo (11 giugno 1974) è un'ex sciatrice alpina finlandese.

## Biografia
Specialista delle prove tecniche originaria di Helsinki, la Olamo debuttò in campo internazionale in occasione dei Mondiali juniores di Maribor 1992; esordì ai Campionati mondiali a Sestriere 1997, dove si piazzò 20ª nello slalom speciale e non completò lo slalom gigante, e in Coppa del Mondo il 6 gennaio 1998 a Bormio in slalom gigante, senza concludere la prova. Ottenne l'ultimo podio in Coppa Europa il 22 gennaio 1999 a Rogla in slalom speciale (3ª) e ai successivi Mondiali di Vail/Beaver Creek 1999, sua ultima presenza iridata, non completò lo slalom speciale; prese per l'ultima volta il via in Coppa del Mondo il 10 marzo 2000 a Sestriere in slalom speciale, senza concludere la prova (non portò a termine nessuna delle 13 gare del massimo circuito a cui prese parte) e si ritirò durante la stagione 2000-2001: la sua ultima gara fu uno slalom speciale FIS disputato il 4 febbraio a Kirkerudbakken. Non prese parte a rassegne olimpiche.

## Palmarès

### Coppa Europa
- 4 podi (dati dalla stagione 1994-1995):
  - 4 terzi posti

### Campionati finlandesi
- 8 medaglie (dati dalla stagione 1994-1995):
  - 1 oro (slalom speciale nel 1997)
  - 3 argenti (supergigante/2 nel 1996; slalom gigante nel 1998; slalom gigante nel 2000)
  - 4 bronzi (supergigante/1 nel 1996; slalom gigante nel 1997; slalom gigante nel 1999; slalom speciale nel 2000)